# Triidrossistilbene sintasi
La triidrossistilbene sintasi è un enzima appartenente alla classe delle transferasi, che catalizza la seguente reazione:
3 malonil-CoA + 4-coumaroil-CoA ⇄ 4 CoA + 3,4',5-triidrossi-stilbene + 4 CO2
Non è uguale alla naringenina-calcone sintasi (numero EC 2.3.1.74) o alla pinosilvina sintasi (numero EC 2.3.1.146).